# Bathydorus laevis
Bathydorus laevis är en svampdjursart. Bathydorus laevis ingår i släktet Bathydorus och familjen Rossellidae.

## Underarter
Arten delas in i följande underarter:
- B. l. spinosus
- B. l. laevis
- B. l. ciliatus